# AaB Håndbold
AaB Håndbold var en dansk håndboldklub fra Aalborg. AaB Håndbold spillede til dagligt i Håndboldligaen. Holdets hjemmebane var Gigantium i Aalborg. Klubben blev danmarksmester i 2009/10 med en finalesejr på 2-1 i kampe i DM-finalen mod KIF Kolding efter seks straffekast i straffekastkonkurrencen.
Klubben var, på trods af navnet det sidste halve år (foråret 2011), ikke længere end del af AaB.
Det blev nemlig offentliggjort af AaB A/S d. 31. december 2010, at man havde solgt klubbens håndboldafdeling til Eigild B. Christensens håndboldselskab Aalborg Håndbold A/S, der overtog klubbens håndboldlicens fra den 1. januar 2011. Navnet AaB Håndbold beholdes dog sæsonen ud, ligesom spillere og andre ansatte fortsætter i klubben.

## Historie
AaB Håndbold blev stiftet i 2000, da AaB overtog Vadum IF's ligalicens [kilde mangler]. 
Pr. 31. december 2010 solgte AaB Håndbold rettighederne til håndboldholdet videre til Aalborg Håndbold A/S, som overtog Vadum IF's licens pr. 1. januar 2011.

## Samarbejdspartnere
AaB Håndbolds trænere indgår desuden i et samarbejde med Aalborg Sportshøjskole i forbindelse med uddannelsen af DIF diplomtrænereleverne.

## Spillertrup 2010-11
Opdateret 2011-04-09.
| Nr. | Navn                     | Nationalitet | Plads        |
| --- | ------------------------ | ------------ | ------------ |
| 1   | Søren Pedersen           | Danmark      | Målmand      |
| 3   | Rasmus Wremer            | Sverige      | Venstre fløj |
| 4   | René Antonsen            | Danmark      | Streg        |
| 5   | Martin Larsen            | Danmark      | Højre back   |
| 6   | Jonas Larholm            | Sverige      | Playmaker    |
| 7   | Jan Lennartsson          | Sverige      | Højre fløj   |
| 8   | Mads Christiansen        | Danmark      | Højre back   |
| 9   | Rasmus Carlsen           | Danmark      | Playmaker    |
| 10  | Tobias Torpegaard Møller | Danmark      | Venstre fløj |
| 14  | Mark Nielsen             | Danmark      | Streg        |
| 15  | Kristian Kjelling        | Norge        | Venstre back |
| 16  | Jannick Green            | Danmark      | Målmand      |
| 17  | Henrik Møllgaard         | Danmark      | Venstre back |
| 18  | Olof Ask                 | Sverige      | Streg        |
| 19  | Henrik Toft Hansen       | Danmark      | Streg        |
| 20  | Rune Spliid              | Danmark      | Playmaker    |
| 25  | Ingimundur Ingimundarson | Island       | Højre back   |

## Trænerteam
Cheftræner
- Peter Bredsdorff-Larsen

Assistenttræner
- Stefan Madsen

Holdleder
- Torbjørn Christensen

Fysioterapeut
- Torben Lauritsen

Fysioterapeut 
- Henrik Bach

Fysisk træner 
- Søren Dalum

Materialemand
- Kjeld Boddum

## Ledelse
Adm. direktør
- Eigild B. Christensen

Sportsdirektør
- Jan Larsen